# Slope/Shelf Edge Current
Le Slope, aussi appelé Shelf Edge Current est un courant marin au nord-ouest des îles Britanniques.

## Sources